# Friedrich August von Landerer
Friedrich August Landerer, ab 1902 von Landerer, (* 2. Januar 1829 in Biberach an der Riß; † 26. November 1918 in Stuttgart) war ein deutscher Jurist und württembergischer Landtagsabgeordneter.

## Leben

### Familie
August Landerer war der Sohn des Ulmer Dekans Christian August von Landerer (1800–1875) und der Emilie Friederike Jeanmaire (1804–1869), er hatte zwei Geschwister. Seit 1859 war er mit Emilie Leube (1839–1919) verheiratet, sie hatten fünf Kinder.

### Werk
Landerer besuchte die Gymnasien in Biberach und Ulm, danach studierte er von 1845 bis 1851 an der Eberhard Karls Universität in Tübingen und in Heidelberg. Während seines Studiums wurde er 1846 Mitglied der Burschenschaft Germania Tübingen. Nach seinem Studium arbeitete er zehn Jahre als Referendar und Hilfsarbeiter an verschiedenen Gerichten. 1861 erfolgte seine Ernennung zum Sekretär im Justizministerium. 1865 wurde er Assessor am neu errichteten Handelsgericht in Stuttgart. 1879 ernannte man ihn zum Ministerialrat im Justizministerium und 1883 zum Oberlandesgerichtsrat. 1885 wurde er stellvertretendes Mitglied des Kompetenzgerichtshofes und ordentliches Mitglied des Strafanstaltenkollegiums, zu dessen Vorstand er 1896 berufen wurde. Bereits 1889 war Landerer Präsident des Landgerichts Ravensburg geworden, 1893 wechselte er als Präsident zum Landgericht Stuttgart. Nach Verleihung des Ehrentitels Präsident im Jahr 1897 ging er 1903 in den Ruhestand. 
1890 wurde August Landerer als ordentliches Mitglied an den Württembergischen Staatsgerichtshof berufen, im Dezember 1893 wurde er dessen Präsident.

### Politik
Am 17. Mai 1897 ernannte König Wilhelm II. von Württemberg August Landerer zum lebenslangen Mitglied der Kammer der Standesherren (Ersten Kammer) im württembergischen Landtag. Bis zum 38. Landtag 1912 gehörte er der Ersten Kammer an. Aus gesundheitlichen Gründen erklärte er vor Beginn des 39. Landtags 1913 seine Mandatsniederlegung, die ihm auch genehmigt wurde.   

## Ehrungen
- 1900 erhielt er das Kommenturkreuz 1. Klasse des Friedrichsordens[1]
- 1902 wurde er mit dem Kommenturkreuz mit Stern des Ordens der Württembergischen Krone ausgezeichnet, welches mit dem persönlichen Adelstitel (Nobilitierung) verbunden war.
- Zu Pensionierung erhielt er den Titel Exzellenz.